# Ново Село Лекеничко
Ново Село Лекеничко је бивше насељено место у саставу Града Велике Горице, у Туропољу, Хрватска.

## Становништво
| Националност       | 1991.       |
| Хрвати             | 30 (96,77%) |
| Срби               | 0           |
| Југословени        | 0           |
| остали и непознато | 1 (3,22%)   |
| Укупно             | 31          |